# His Girl Friday
His Girl Friday (bra: Jejum de Amor; prt: O Grande Escândalo) é um filme americano de comédia maluca e romântica lançado em 1940, dirigido por Howard Hawks, lançado pela Columbia Pictures com Cary Grant, Rosalind Russell, Ralph Bellamy e Gene Lockhart no elenco. O enredo é centrado em um editor de jornal chamado Walter Burns que está prestes a perder sua repórter e ex-esposa, Hildy Johnson, recentemente noiva de outro homem. Burns sugere que eles cubram mais uma história juntos, se envolvendo no caso do assassino Earl Williams enquanto ele tenta desesperadamente reconquistar sua Hildy. O roteiro foi adaptado da peça The Front Page (1928) de Ben Hecht e Charles MacArthur. Esta foi a segunda adaptação da obra para o cinema, a primeira ocasião foi o longa-metragem que manteve o título original The Front Page (1931).
O roteiro de His Girl Friday foi escrito por Charles Lederer com a alteração mais importante no material de origem sendo a mudança do gênero de Hildy Johnson, uma ideia introduzida por Hawks. As filmagens começaram em setembro de 1939 e terminaram em novembro, sete dias atrás do cronograma. A produção foi adiada porque a improvisação frequente e as inúmeras cenas de conjunto exigiram muitas retomadas. O diretor encorajou seus atores a serem agressivos e espontâneos. O longa-metragem foi notado por suas artimanhas de roteiro, comédia e diálogos rápidos e sobrepostos. Hawks estava determinado a quebrar o recorde de diálogo de filme mais rápido, na época detido por The Front Page. Ele usou um mixador de som no set para aumentar a velocidade do diálogo e fez uma exibição dos dois filmes um ao lado do outro para provar o quão mais rápido seu filme era.
His Girl Friday atualmente é considerado como um dos melhores filmes de seu gênero, ficando em 19º lugar na 100 Years ... 100 Laughs da American Film Institute e foi selecionado em 1993 para preservação pela National Film Registry dos Estados Unidos da Biblioteca do Congresso como "culturalmente, historicamente ou esteticamente significativo". O filme é de domínio público porque os direitos autorais não foram renovados; a peça na qual foi baseado permaneceu sob direitos autorais por várias décadas até expirar em 2024, liberando totalmente o filme dos direitos autorais restantes.

## Sinopse
O editor de jornal Walter Burns (Cary Grant) está prestes a perder sua repórter e ex-esposa, Hildy Johnson, pois ela ficou noiva de outro homem. Burns sugere então que eles cubram mais uma história juntos, se envolvendo então no caso do assassino Earl Williams e enquanto isto ocorre, Burns tenta desesperadamente reconquistar sua esposa.

## Elenco
- Cary Grant como Walter Burns
- Rosalind Russell como Hildy Johnson
- Ralph Bellamy como Bruce Baldwin
- Gene Lockhart como Sheriff Hartwell
- Porter Hall como Murphy
- Ernest Truex como Bensinger
- Cliff Edwards como Endicott
- Clarence Kolb como the Mayor
- Roscoe Karns como McCue
- Frank Jenks como Wilson
- Regis Toomey como Sanders
- Abner Biberman como Louie
- Frank Orth como Duffy
- John Qualen como Earl Williams
- Helen Mack como Mollie Malloy
- Alma Kruger como Mrs. Baldwin
- Billy Gilbert como Joe Pettibone
- Pat West como Warden Cooley
- Edwin Maxwell como Dr. Eggelhoffer
- Marion Martin como Evangeline (não-creditada)

## Produção

### Desenvolvimento e Roteiro
Enquanto produzia Only Angels Have Wings (1939), Howard Hawks tentou inicialmente lançar um remake de The Front Page (1931) com Harry Cohn da Columbia Pictures como produtor. Cary Grant foi quase imediatamente escalado para o filme, mas Cohn inicialmente pretendia que o ator interpretasse o repórter, com o comentarista de rádio Walter Winchell sendo o editor nesta nova adaptação. His Girl Friday foi originalmente planejada para ser uma adaptação direta de The Front Page, com o editor e o repórter sendo masculinos. Porém, Hawks mudou de ideia após a secretária de dele, ler as falas do repórter Hildy Johnson. Ele gostou da forma como o diálogo soou vindo de uma mulher, resultando na reescrita do roteiro para tornar Hildy feminina e também ser a ex-esposa do editor Walter Burns interpretada por Cary Grant. Cohn comprou os direitos do romance The Front Page em janeiro de 1939.
Embora Hawks considerasse os diálogos de The Front Page como "os melhore diálogos modernos que já foram escritos", mais da metade dele foi substituído pelo que Hawks acreditava serem falas melhores. Alguns dos diálogos originais foram deixados os mesmos, assim como todos os nomes dos personagens, com duas exceções: o noivo de Hildy (agora não mais noiva) recebeu o nome de Bruce Baldwin, e o personagem cômico que trazia o perdão do governador foi alterado de Pincus para Pettibone. Harry Cohn aprovou a ideia de Hawks e se tornou o produtor do longa-metragem. Ben Hecht e Charles MacArthur, os escritores da peça original, não estavam disponíveis para fazer o roteiro desta adaptação. Consequentemente, Hawks considerou Gene Fowler como roteirista, mas ele recusou porque não gostou das mudanças do projeto. Ao invés de acatar as decisões de Fowler, Hawks acabou contratando Charles Lederer, que havia trabalhado na adaptação de 1931 de The Front Page, para o roteiro. Embora não tenha sido creditado, Ben Hecht auxiliou Lederer. Adições foram feitas no início do roteiro por Lederer para dar aos personagens uma história de fundo convincente; foi decidido que Hildy e Walter seriam divorciados com as intenções dela de se casar novamente servindo como motivação para o ex-marido tentar reconquistá-la.
Durante a escrita do roteiro, Hawks estava em Palm Springs dirigindo Only Angels Have Wings (1939), mas manteve contato com Lederer e Hecht. Hecht ajudou Lederer com algumas revisões ocasionais, e Lederer terminou o roteiro em 22 de maio. Depois de mais dois rascunhos concluídos em julho, Hawks pediu a Morrie Ryskind para revisar os diálogos e torná-los mais interessantes. Ryskind revisou o enredo do longa-metragem durante o verão e terminou no final de setembro, antes do início das filmagens. Mais da metade dos diálogos originais foram reescritos. O filme não tem uma das falas finais bem conhecidas da peça, "o filho da puta roubou meu relógio!", porque os longa-metragem da época eram mais censurados do que as produções da Hollywood pré-código, e Hawks sentiu que a fala era muito usada. Ryskind criou um novo final em que Walter e Hildy começam a brigar imediatamente após dizerem "sim" no casamento que realizam na redação do jornal, com um dos personagens afirmando: "Acho que vai dar tudo certo dessa vez". No entanto, após revelar o final para alguns escritores da Columbia uma noite, Ryskind ficou surpreso ao saber que a cena final seria em outro set. Forçando então a criar outra conclusão final, Ryskind acabou agradecendo a um ghostwritter da Columbia, porque sentiu que sua conclusão e uma de suas falas finais, "Eu me pergunto se Bruce pode nos hospedar", eram melhores do que o que ele havia escrito originalmente. Depois de revisar o roteiro, o Código Hays não viu problemas com o filme, além de alguns comentários depreciativos para a classe de jornalistas e alguns comportamento ilegais dos personagens. Durante algumas reescritas para os censores, Hawks se concentrou em encontrar uma atriz ideal para His Girl Friday.

### Escolha de Elenco

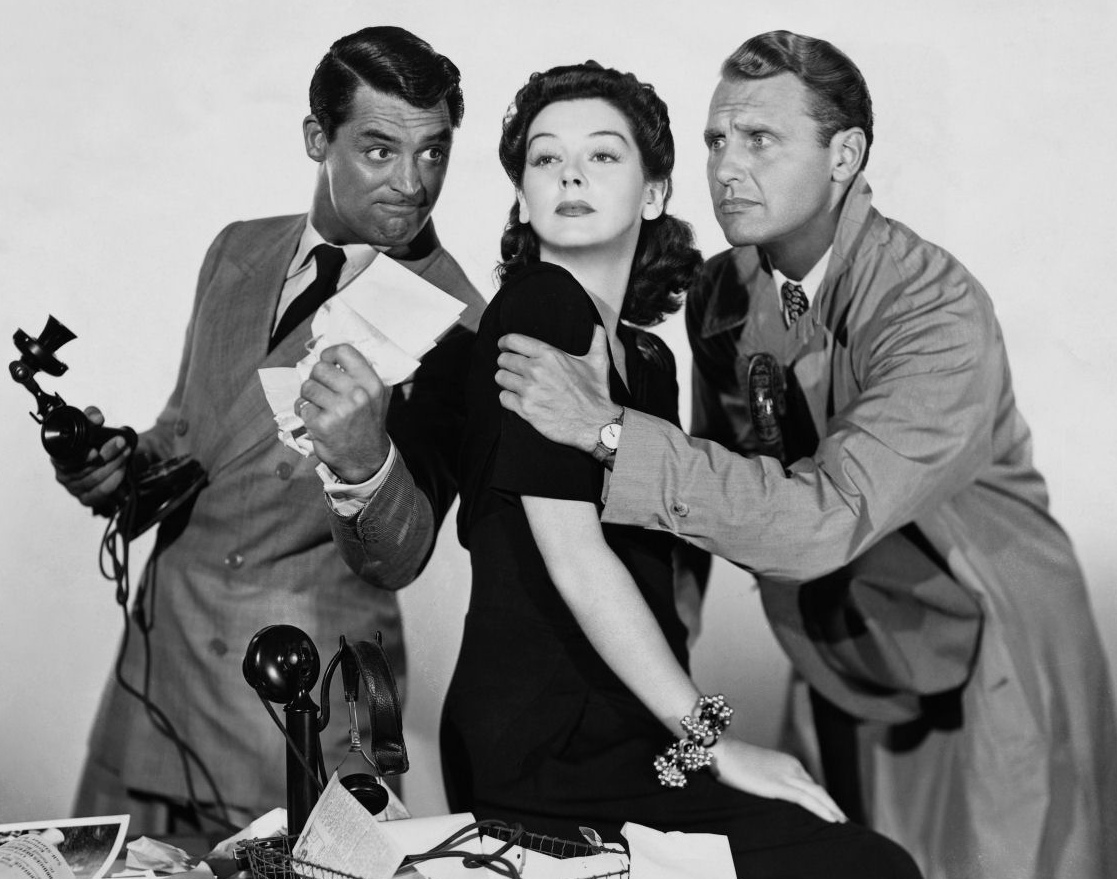
Cary Grant, Rosalind Russell e Ralph Bellamy em uma fotografia promocional para o filme.

Howard Hawks teve dificuldade em escalar o restante do elenco de His Girl Friday. Enquanto a escolha de Cary Grant foi quase instantânea, a escalação de Hildy foi um processo mais longo. A princípio, o diretor queria Carole Lombard, a quem ele havia dirigido na comédia maluca Twentieth Century (1934), mas o custo de contratar Lombard em seu novo status como freelancer provou ser muito caro, e a Columbia não conseguia pagar um salário digno. Katharine Hepburn, Claudette Colbert, Margaret Sullavan, Ginger Rogers e Irene Dunne receberam convites, mas recusaram. Dunne rejeitou o papel porque sentiu que o personagem era muito pequeno e precisava ser expandido. Jean Arthur foi inclusive suspensa pelo estúdio quando se recusou a aceitá-lo e até mesmo Joan Crawford teria sido considerada. [ 16 ] Hawks então se voltou para Rosalind Russell, que tinha acabado de concluir suas cenas em The Women (1939) da MGM. Russell ficou chateada quando descobriu por meio de um artigo no The New York Times que Cohn estava "preso" a ela depois de tentar escalar muitas outras atrizes. Antes do primeiro encontro de Russell com Hawks, para mostrar sua apatia, ela deu um mergulho e entrou em seu escritório com o cabelo molhado, fazendo-o fazer uma "tomada tripla". Russell o confrontou sobre essa questão do elenco; ele a dispensou rapidamente e pediu que ela fosse ao camarim.

### Filmagens
Após concluídos os testes de maquiagem, figurino e a fotografia, as filmagens finalmente começaram em 27 de setembro de 1939. His Girl Friday tinha o título provisório de The Bigger They Are. O longa-metragem é conhecido por sua réplica rápida, usando diálogos sobrepostos para fazer as conversas soarem mais realistas, com um personagem falando antes que outro termine. Embora o diálogo sobreposto seja especificado e já indicado no roteiro da peça de 1928 por Hecht e MacArthur, Hawks relatou a Peter Bogdanovich:
"Eu tinha notado que quando as pessoas falam, elas falam umas sobre as outras, especialmente as pessoas que falam rápido ou que estão discutindo ou descrevendo algo. Então escrevemos o diálogo de uma forma que tornava os começos e fins das frases desnecessários; eles estavam lá para sobreposição"
Para obter o efeito que desejava, como a gravação de som multicanal a qual ainda não estava disponível naquela época, Hawks fez com que o técnico de som do set ligasse e desligasse os vários microfones suspensos conforme necessário para a cena, até 35 vezes. Alegadamente, o filme foi acelerado devido a um desafio que o diretor assumiu para quebrar o recorde do diálogo mais rápido no cinema, na época detido pelo The Front Page (1931). Hawks organizou uma exibição para jornalistas dos dois filmes um ao lado do outro para provar o quão rápido eram os diálogos.
Hawks deu aos atores a liberdade de improvisar algumas de suas falas e ações, como fazia geralmente em suas comédias. Em sua autobiografia Life Is a Banquet, Russell escreveu que achava que não tinha tantas falas boas quanto Grant, então contratou seu próprio escritor para "aprimorar" seus diálogos. Com o diretor encorajando a improvisação, ela conseguiu inserir o trabalho de seu roteirista no longa-metragem. Apenas Grant a cumprimentava todas as manhãs com "O que você tem hoje?". A cena no restaurante foi uma das mais complicadas de se filmar; por causa da rapidez das falas, os atores realmente comeram muito pouco durante a cena. Hawks filmou esta cena com apenas uma câmera por uma semana e meia após a produção, levando quatro dias para concluí-la ao invés dos dois pretendidos. As improvisações dificultaram que os diretores de fotografia soubessem o que os personagens iriam fazer. Outra dificuldade foi em relação a Russell, porque sua falta de um queixo definido exigia que os maquiadores pintassem e misturassem uma linha escura sob seu queixo enquanto iluminavam seu rosto para simular uma aparência mais jovem.
Hawks encorajou agressividade e imprevisibilidade dos atores, permitindo a quebra da quarta parede em alguns momentos. Em um ponto, Grant saiu do personagem por causa de algo não roteirizado que Russell fez e olhou diretamente para a câmera, dizendo "Ela vai fazer isso?" Hawks decidiu deixar essa cena, embora ela não apareça no corte final. Devido às inúmeras cenas em conjunto, muitas retomadas foram necessárias. Tendo aprendido com Bringing Up Baby (1938), o diretor adicionou alguns personagens secundários diretos para equilibrar os personagens principais. Excepcionalmente para a época, a película não contém trilha sonora, exceto a música que leva ao fade out final do filme.

### Improvisações de Cary Grant
O personagem de Cary Grant descreve o personagem de Bellamy dizendo "Ele se parece com aquele sujeito dos filmes, você sabe... Ralph Bellamy!" De acordo com Bellamy, o comentário foi improvisado por Grant. O chefe do estúdio Columbia Pictures, Harry Cohn, achou a frase muito atrevida e ordenou que fosse removida, mas Hawks insistiu que permanecesse. Grant faz vários outros comentários "internos" no filme. Quando seu personagem é preso por sequestro, ele descreve o destino horrendo sofrido pela última pessoa que o cruzou: Archie Leach (nome de nascimento dele). Outra fala que as pessoas acham que é um comentário interno é quando Earl Williams tenta sair da mesa de enrolar em que estava escondido, Grant diz: "Volte para lá, sua tartaruga falsa". O diálogo é uma versão "suave" de uma fala da versão teatral de The Front Page ("Volte para lá, sua tartaruga maldita!") e Grant também interpretou "A Tartaruga Falsa" na versão cinematográfica de Alice no País das Maravilhas (1933). Embora Grant também possa ter se referido a uma frase anterior da versão teatral, que é dita no primeiro ato por Bensinger (o dono da infame escrivaninha de enrolar) na qual ele descreve a última refeição do condenado Williams como: “… Sopa de tartaruga falsa, torta de frango, batata marrom picada, salada combinada e torta à moda".

## Lançamento
O lançamento do filme foi apressado por Harry Cohn e uma prévia do longa-metragem foi transmitida em dezembro, com uma exibição especial para a imprensa em 3 de janeiro de 1940. His Girl Friday estreou na cidade de Nova York no Radio City Music Hall em 11 de janeiro de 1940 e teve seu lançamento geral nos Estados Unidos uma semana depois.

## Recepção
As críticas contemporâneas dos críticos foram muito positivas. Os críticos ficaram particularmente impressionados com a mudança de gênero do repórter. Frank S. Nugent do The New York Times escreveu "Exceto para acrescentar o que vimos em The Front Page com seu próprio nome e outros tantas vezes antes de nos cansarmos um pouco dele, não nos importamos em admitir que His Girl Friday é uma reimpressão ousada do que já foi — e ainda continua sendo — a comédia de jornal mais louca de nossos tempos". Um crítico da Variety escreveu "As artimanhas são diferentes — até o ponto de tornar a repórter Hildy Johnson uma femme — mas ainda é Front Page e a Columbia não precisa se arrepender. Charles Leder (sic) fez um excelente trabalho de roteiro e o produtor-diretor Howard Hawks fez um filme que pode ficar sozinho em quase qualquer lugar e arrecadar receitas saudáveis". O extinto Harrison's Reports escreveu "Embora a história e seu desenvolvimento sejam familiares para aqueles que viram a primeira versão de The Front Page, eles se divertirão da mesma forma, pois a ação é tão emocionante que mantém o espectador em suspense tenso o tempo todo". A Film Daily relatou em sua review que: "Dado um ritmo rápido, um elenco de primeira linha, boa produção e direção capaz, o filme tem todas as qualidades necessárias para um entretenimento de primeira classe para qualquer tipo de público". John Mosher do The New Yorker escreveu que depois de anos de "imitações fracas, tênues e tristes" de The Front Page, ele achou esta adaptação autêntica do original "um filme tão fresco, sem data e brilhante quanto você poderia desejar". Louis Marcorelles classificou His Girl Friday como "o filme americano por excelência".
A reputação de His Girl Friday cresceu a medida do tempo. De acordo com Jesse Hassenger da The A.V. Club isso é devido a "energia inabalável e incansável" que torna o longa-metragem "uma das comédias românticas mais divertidas e puramente divertidas já feitas". No Rotten Tomatoes, o filme tem uma taxa de aprovação de 99% com base em 100 avaliações, com uma classificação média de 9,00/10. O consenso dos críticos do site diz: "Ancorado por performances estelares de Cary Grant e Rosalind Russell, His Girl Friday é possivelmente a comédia romântica maluca definitiva". O longa-metragem é amplamente considerada como um dos melhores filmes de 1940.

## Análise de Temas

### Temática

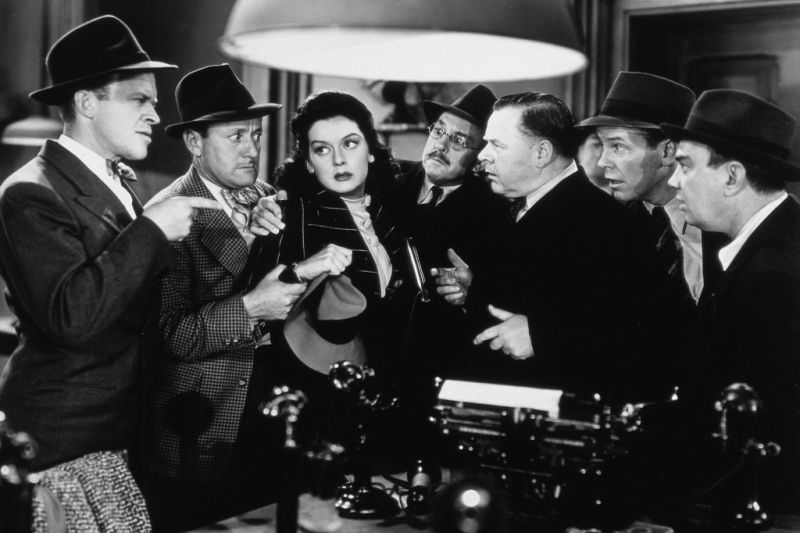
O papel de Hildy Johnson, interpretado por R. Russell (centro da imagem), representou uma ruptura com a imagem da mulher no cinema: de um papel ligado sempre ao casamento e ao lar, Hildy se vê dividida entre isso e o amor que ela tem pela profissão e independência social e econômica

O título His Girl Friday é possivelmente irônico, porque uma garota "Friday" representa uma serva de um mestre, mas Hildy não tem atitudes de servidão no filme, mas sim é de igual para igual a Walter. O mundo neste filme não é determinado pelo gênero, mas sim pela inteligência e capacidade. No início do filme, Hildy diz que quer ser "tratada como uma mulher", mas seu retorno à profissão revela seu verdadeiro desejo de viver uma vida diferente. Em His Girl Friday, embora os personagens se casem novamente, Hawks demonstra uma aversão ao casamento, ao lar e à família por meio de sua abordagem ao filme. O trabalho de câmera específico e excludente junto ao controle do personagem do quadro e dos diálogos retratam uma crítica sutil à domesticidade. A vida doméstica está bastante ausente ao longo do filme. Mesmo entre o triângulo amoroso entre Grant, Russell e Bellamy, os relacionamentos são posicionados dentro de um quadro maior da redação jornalística sendo dominada por homens. O filme, como muitas comédias, celebra o amor difícil e tumultuado em vez do amor seguro e suburbano por meio de sua preferência por movimento e discussões ao invés de equilíbrio silencioso. A crítica de cinema Molly Haskell descreveu que a cena em que Hildy derrama lágrimas não foi incluída para expor sua feminilidade, mas para expressar a confusão que ela sentia devido à colisão de sua natureza profissional e feminina. O lado feminino dela deseja ser subserviente e sexualmente desejável aos homens, enquanto o outro lado de Hildy deseja afirmação e abrir mão dos deveres estereotipados de uma mulher. Suas lágrimas representam seu desamparo emocional e incapacidade de expressar raiva a uma figura de autoridade masculina.
Um ponto em comum com várias produções do Howard Hawks é a revelação da amoralidade do personagem principal e a falha dele em mudar ou se desenvolver. Em His Girl Friday, Walter Burns manipula, age egoisticamente, incrimina o noivo de sua ex-esposa e orquestra o sequestro de uma mulher idosa. Mesmo no final do filme, Burns convence Hildy Johnson a se casar novamente com ele, apesar do quanto ela o detesta e suas ações sejam questionáveis. Após a retomada do relacionamento, não há romance visível entre eles. Eles não se beijam e nem se abraçam. É evidente que Burns ainda é a mesma pessoa que era em seu relacionamento anterior, pois ele rapidamente descarta os planos para a lua de mel que eles nunca tiveram em busca de uma nova história. Além disso, ele anda na frente dela ao sair da sala, forçando-a a carregar sua própria mala, apesar de Johnson já o ter criticado por isso. Isto sugere que o casamento está fadado a enfrentar os mesmos problemas que o encerraram anteriormente.
Hawks é conhecido por seu uso de objetos repetidos em seus filmes. Em His Girl Friday, o cigarro na cena entre Hildy e Earl Williams desempenha vários papéis simbólicos no filme. Primeiro, o cigarro estabelece um elo entre os personagens quando Williams aceita o cigarro, embora ele não fume. No entanto, o fato de ele não fumar, e eles não compartilharem o cigarro mostra a diferença entre e a separação dos mundos em que os dois personagens vivem. Segundo Pauline Kael, todas as repórteres femininas em filmes ambientados no meio jornalísticos são baseadas na Adela Rogers St. Johns.
O filme contém dois enredos principais: o pessoal e o profissional. Walter induz Hildy a voltar a carreira profissional abordando a história do assassino Earl Williams; o enredo simultâneo é Walter tentando sabotar o casamento iminente dela. A aceleração do longa-metragem resulta em diálogos rápidos e sobrepostos entre interrupções e discussões. Gestos, andamentos e movimentos de câmera, bem como a edição, servem para complementar os diálogos no aumento do ritmo do filme. Há um claro contraste entre Hildy e Walter que sempre cortam a fala um do outro com Bruce e Earl que conversam mais lentamente. A contagem média de palavras por minuto do filme é de 240, enquanto as frases americana por média é de cerca de 140 palavras por minuto. Há nove cenas com pelo menos quatro palavras por segundo e pelo menos duas com mais de cinco palavras por segundo. Hawks anexou tags verbais antes e depois de linhas específicas no roteiro para que os atores pudessem interromper e falar uns sobre os outros sem tornar as frases incompreensíveis.
O teórico e historiador de cinema David Bordwell classificou o final de His Girl Friday como um "fade out encerramento" em vez de um encerramento. O final do filme é bastante circular, e não há desenvolvimento de personagens, especificamente Walter Burns, e o enredo termina de forma semelhante à maneira como começa. Além disso, o longa-metragem termina com um breve epílogo no qual Walter anuncia seu novo casamento e revela sua intenção de cobrir uma greve em Albany a caminho de sua lua de mel. Os destinos dos personagens principais e até mesmo alguns dos personagens secundários, como Earl Williams, são revelados, embora haja pequenas falhas nesta resolução. Por exemplo, eles não discutem o que aconteceu com Mollie Malloy depois que o conflito foi brevemente resolvido. No entanto, os finais dos personagens principais foram encerrados de forma tão organizada que ofusca a necessidade destas conclusões terem o mesmo nível para os secundários serem encerrados. Isso cria um "fade out" ou uma aparência de encerramento.

### Estilos e edição
Em His Girl Friday, Um segundo para apreciar o momento é um luxo perdido na natureza turbulenta do negócio editorial. Dissecando uma das cenas do filme para melhor exibir o estilo de edição, considere a cena específica em que Earl Williams escapa. Howard Hawks enfatiza a diferença de ritmo entre as duas possíveis vidas de Hildy, ao ter elementos do enredo e encenação espelhando a edição, onde momentos lentos e lânguidos são intercalados com tomadas de menos de um segundo de frenesi digno de notícia. Para enfatizar o contraste de ritmo entre a vida doméstica de Hildy com Bruce versus sua vida dinâmica com Walter, o diretor espelha com técnicas de edição como tomadas contemplativas mais longas contra sequências rápidas, combinações de ação contínua desfrutando das tomadas elípticas com som dietético contínuo e cenas com um elemento de foco x vários objetos e sons diferentes dividindo a atenção do espectador.
Numa cena começa com Hildy descrevendo sua vida tranquila fora da redação, reforçando a ideia de uma rotina previsível com Bruce. Quando ela desvia o olhar, a câmera captura a mudança repentinamente para a redação, com o som de tiros e um ritmo mais acelerado. A edição passa de tomadas lentas para dinâmicas, mostrando um frame da rua, com tiros, movimentos rápidos e gritos. Hildy, antes do foco, agora é deixada em segundo plano, com sua presença obscura por uma janela ao som de tiros e gritos.
O filme muda de tomadas longas para rápidas quando revela que Earl Williams escapou, destacando a atualização dos jornalistas. A ação se acelera com close-ups de repórteres gritando ao telefone. Hildy, gradualmente, volta ao seu mundo jornalístico, ocupando mais espaço na tela. Após os homens saírem, uma sequência de 16 segundos mostra sua transformação, ao tirar o casaco e revelar seu vestido de repórter, simbolizando sua reconexão com sua verdadeira identidade. Ela então fala com Walter e corre para se juntar aos jornalistas, enquanto a câmera e um crossfade final ocorre quando ele começa a correr. Finalmente, ele termina usando cenas de portões se abrindo, carros saindo e pessoas correndo. Aqui, as tomadas de Hawks não são apenas rápidas — elas são explícitas sobre serem mais velozes que o tempo. Uma sirene toca enquanto carros buzinam, mas o filme mostra a tomada de elipses abreviadas do portão se fechando, pulando o tempo com uma tomada de guardas correndo. Esta sequência é mais rápida que o tempo real, e o contraste com a sirene mostra como o tempo no mundo dos repórteres de notícias é mais rápido que o mundo ao redor deles. Hildy se junta ao caos gritando "HEY!", fornecendo um contraste final com o início da cena onde ela descreveu a vida urbana idílica e calma para a qual ela estava originalmente preferindo. Ao longo dessas cenas, Hawks é explícito sobre a passagem do tempo e o foco dos personagens por meio de suas edições e zomba da vida lenta de Hildy em Albany, ao mostrar o frenesi romântico da vida jornalística por meio do longa-metragem, da continuidade da ação e da mudança de elementos que chamam a atenção.

## Legado
His Girl Friday (frequentemente junto com Bringing Up Baby e Twentieth Century) é citado como um arquétipo do gênero de comédia romântica maluca. Em 1993, a Biblioteca do Congresso selecionou His Girl Friday para preservação no National Film Registry dos Estados Unidos. O filme ficou em 19º lugar na lista 100 Anos... 100 Gargalhadas da American Film Institute. O longa-metragem também aparece em listas de melhores obras de Howard Hawks e nas melhores comédias românticas de todos os tempos. Em 2022, na lista dos maiores filmes de todos os tempos da Sight & Sound, His Girl Friday ficou em 129° posição, empatado com Pulp Fiction (1994), Raging Bull (1980) e Fanny e Alexander (1982).
O filme Switching Channels (1988) foi vagamente baseado em His Girl Friday, com Burt Reynolds no papel de Walter Burns, Kathleen Turner no papel de Hildy Johnson e Christopher Reeve no papel de Bruce. O relacionamento entre os personagens do longa-metragem também iria servir de inspiração para os diálogos de Twister (1996). No filme francês Notre musique de 2004, o filme é usado por Godard enquanto ele explica o básico da produção cinematográfica, especificamente a tomada contra tomada. Enquanto ele explica esse conceito, duas fotos de His Girl Friday são mostradas com Cary Grant em uma foto e Rosalind Russell na outra. Ele explica que, ao olhar de perto, as duas tomadas são uma só, "porque o diretor é incapaz de ver a diferença entre um homem e uma mulher". A atuação de Russel como jornalista foi utilizada como modelo para Lois Lane da franquia Superman.

#### Adaptações para outras mídias
His Girl Friday foi adaptado para o rádio em 30 de setembro de 1940 na Lux Radio Theatre, com Claudette Colbert , Fred MacMurray e Jack Carson interpretando o trio principal. Ganhou uma nova versão radiofônica novamente com uma redução de meia hora no The Screen Guild Theatre em 30 de março de 1941, com Grant e Russell reprisando seus papéis no cinema.
O  dramaturgo John Guare reescreveu His Girl Friday e apresentou está readaptação no Teatro Nacional de Londres de maio a novembro de 2003, com Alex Jennings como Burns e Zoë Wanamaker como Hildy. Em dezembro de 2017, Peter Giser, o diretor artístico do Snowglobe Theatre, um teatro independente sediado em Montreal no Canadá, adaptou o roteiro para o palco, expandiu alguns personagens e tornou a peça mais acessível ao público moderno. Foi apresentada em dezembro depois que Snowglobe obteve o status de direitos autorais desta versão adaptada.